# Cuarta División de Chile 2002
El Campeonato Nacional de Cuarta División de Chile de 2002 fue la edición número 20 del torneo de la categoría.
Participaron 14 equipos, que jugaron en un sistema de todos-contra-todos agrupados en dos grupos: Norte y Sur en una primera fase. Luego de terminada esta fase, cinco primeros equipos pasarán a una segunda fase, para definir a los cuatro semifinalistas, de donde saldrán los dos ascensos a Tercera División para el año 2003.
Deportes Quilicura resultó ser el campeón de esta edición, y con esto, ascendió a la Tercera División. Acompañándolo, también ascendió Lautaro de Buin como subcampeón.

## Movimientos divisionales
| Pos | a Tercera División de Chile 2002 |
| --- | -------------------------------- |
| 1º  | Concón National                  |
| 2º  | Cristo Salva Cristo Viene        |

| Pos | Aceptados en Cuarta División de Chile 2002 |
| --- | ------------------------------------------ |
| -   | Rengo Unido                                |
| -   | San Luis "B" (Filial)                      |
| -   | Unión Quilpué                              |

| Pos | Regresa a la Competencia. |
| --- | ------------------------- |
| -   | San Bernardo Deportes     |

| Pos      | desde Tercera División de Chile 2001                 |
| -------- | ---------------------------------------------------- |
| 13º (ZN) | Manuela Figueroa (Retornó a su asociación de origen) |
| 13° (ZS) | Green Cross de Temuco (Disuelto)                     |
| 14º (ZN) | Deportes Maipo (Retornó a su asociación de origen)   |

| Pos     | a Asociación de Origen |
| ------- | ---------------------- |
| 6º (ZN) | Llano Unido            |
| 6º (ZC) | Los Cachorros          |

| Pos      | Abandono de la Competencia.                  |
| -------- | -------------------------------------------- |
| 4º (LA2) | Proyecto XXI (Disuelto)                      |
| 7° (ZN)  | Deportes Antofagasta "B" (Filial) (Disuelto) |
| 9° (ZN)  | Deportes La Ligua (Disuelto)                 |

## Primera fase
En la primera fase los 14 equipos se distribuyeron en dos grupos: Norte y Sur. Los cinco primeros de cada grupo pasarán a la Segunda Fase, para definir a los semifinalistas, desde donde saldrá el campeón de la Cuarta División y el primer equipo ascendido. 

### Grupo Norte
| Pos | Equipo              | PJ | PG | PE | PP | GF | GC | Dif | Pts |
| --- | ------------------- | -- | -- | -- | -- | -- | -- | --- | --- |
| 1   | Ferroviarios        | 14 | 10 | 1  | 3  | 74 | 25 | 49  | 31  |
| 2   | Luis Matte Larraín  | 14 | 7  | 3  | 4  | 46 | 29 | 17  | 24  |
| 3   | Deportes Quilicura  | 14 | 6  | 3  | 5  | 31 | 23 | 8   | 21  |
| 4   | Unión Quilpué       | 14 | 5  | 5  | 4  | 22 | 20 | 2   | 20  |
| 5   | San Luis "B"        | 14 | 5  | 2  | 7  | 28 | 26 | 2   | 17  |
| 6   | Defensor Casablanca | 14 | 4  | 2  | 8  | 26 | 34 | -8  | 14  |
| 7   | Unión Til Til       | 14 | 3  | 5  | 6  | 29 | 53 | -24 | 12  |

PJ=Partidos jugados; PG=Partidos ganados; PE=Partidos empatados; PP=Partidos perdidos; GF=Goles a favor; GC=Goles en contra; Dif=Diferencia de gol; Pts=Puntos

### Grupo Sur
| Pos | Equipo                | PJ | PG | PE | PP | GF | GC | Dif | Pts |
| --- | --------------------- | -- | -- | -- | -- | -- | -- | --- | --- |
| 1   | Lautaro               | 14 | 10 | 2  | 2  | 32 | 10 | 22  | 32  |
| 2   | Juventud Puente Alto  | 14 | 8  | 4  | 2  | 25 | 19 | 6   | 28  |
| 3   | San Bernardo Deportes | 14 | 8  | 0  | 6  | 24 | 16 | 8   | 24  |
| 4   | Orilla de Martínez    | 14 | 5  | 2  | 7  | 18 | 23 | -5  | 17  |
| 5   | Tricolor Municipal    | 14 | 4  | 3  | 7  | 26 | 32 | -6  | 15  |
| 6   | Rengo Unido           | 14 | 4  | 2  | 8  | 16 | 31 | -15 | 14  |
| 7   | El Olam               | 14 | 1  | 2  | 11 | 15 | 71 | -56 | 5   |

PJ=Partidos jugados; PG=Partidos ganados; PE=Partidos empatados; PP=Partidos perdidos; GF=Goles a favor; GC=Goles en contra; Dif=Diferencia de gol; Pts=Puntos
|  | Clasifica a la Segunda fase |

## Segunda fase
En esta segunda fase saldrán los cuatro equipos que disputarán los ascensos. Son dos grupos de 5 elencos cada uno, donde los dos primeros pasan a la siguiente etapa

### Grupo Norte
| Pos | Equipo               | PJ | PG | PE | PP | GF | GC | Dif | Pts |
| --- | -------------------- | -- | -- | -- | -- | -- | -- | --- | --- |
| 1   | Ferroviarios         | 10 | 7  | 2  | 1  | 28 | 8  | 20  | 24  |
| 2   | Deportes Quilicura   | 10 | 6  | 3  | 1  | 21 | 11 | 10  | 21  |
| 3   | San Luis "B"         | 10 | 4  | 1  | 5  | 21 | 24 | -3  | 13  |
| 4   | Juventud Puente Alto | 10 | 3  | 1  | 6  | 15 | 22 | -7  | 10  |
| 5   | Rengo Unido          | 10 | 0  | 2  | 8  | 12 | 30 | -18 | 2   |

PJ=Partidos jugados; PG=Partidos ganados; PE=Partidos empatados; PP=Partidos perdidos; GF=Goles a favor; GC=Goles en contra; Dif=Diferencia de gol; Pts=Puntos

### Grupo Sur
| Pos | Equipo                | PJ | PG | PE | PP | GF | GC | Dif | Pts |
| --- | --------------------- | -- | -- | -- | -- | -- | -- | --- | --- |
| 1   | Unión Quilpué         | 10 | 7  | 1  | 2  | 24 | 11 | 13  | 22  |
| 2   | Lautaro               | 10 | 6  | 2  | 2  | 15 | 7  | 8   | 22  |
| 3   | Luis Matte Larraín    | 10 | 6  | 1  | 3  | 25 | 15 | 10  | 20  |
| 4   | Defensor Casablanca   | 10 | 1  | 3  | 6  | 14 | 35 | -21 | 6   |
| 5   | San Bernardo Deportes | 10 | 1  | 2  | 7  | 13 | 25 | -12 | 5   |

PJ=Partidos jugados; PG=Partidos ganados; PE=Partidos empatados; PP=Partidos perdidos; GF=Goles a favor; GC=Goles en contra; Dif=Diferencia de gol; Pts=Puntos
|  | Clasifica a la Fase final |

## Fase Final
Los cuatro clasificados dispuarán llaves de ida y vuelta para definir al finalistas, los que resultaron ser Deportes Quilicura y Lautaro de Buin, quienes ascendieron a Tercera.

### Semifinales

#### Partidos
|  | Deportes Quilicura | 2:1 | Unión Quilpué |  |  |

|  | Unión Quilpué | 0:2 | Deportes Quilicura |  |  |

|  | Lautaro | 2:2 | Ferroviarios |  |  |

|  | Ferroviarios | 1:2 | Lautaro |  |  |

### Final

#### Partidos
|  | Deportes Quilicura | 2:0 | Lautaro |  |  |

|  | Lautaro | 2:2 | Deportes Quilicura |  |  |

| Campeón Deportes Quilicura Asciende a Tercera División |

También asciende Lautaro como Subcampeón.